# Morava (Serbien)

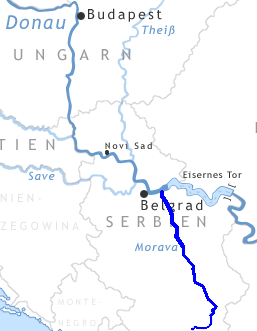
Karta över Velika Morava.

Morava är en flod i Serbien. Den är en biflod till Donau. Morava delas upp i Velika Morava (större Morava) som är huvudfåran som rinner ut i Donau och Velika Moravas två bifloder, Južna Morava (södra Morava) och Zapadna Morava (västra Morava).